# Ołena Laszenko
Ołena Anatolijiwna Laszenko (ukr. Олена Анатоліївна Ляшенко, ur. 9 sierpnia 1976 w Kijowie) – ukraińska łyżwiarka figurowa, wielokrotna mistrzyni swojego kraju.
Jej największe sukcesy to srebrny medal na mistrzostwach Europy w 2004 oraz brązowe medale mistrzostw Europy w 1995 i 2005.